# 正常的基督徒生活
《正常的基督徒生活》（英語：The Normal Christian Life）是倪柝声于1938年至1939年旅行欧洲时完成的著名作品，首先用英语在英国（开西大会）、丹麦讲道时发表，回中国后由上海福音书房出版了中文文本。该书被许多基督徒视为经典著作，这也是西方基督教界最熟悉的一本倪柝声著作。该书已经用多种语言出版，至今至少出版了25万册。

## 内容
该书内容是关于《羅馬書》第5章参～《羅馬書》第8章参和《羅馬書》第12章参，共分为14章，内容包括：
- 基督的血
- 基督的十字架
- 长进的途径——知道
- 长进的途径——计算
- 十字架的分界
- 长进的途径——将自己献给神
- 永远的目的
- 圣灵
- 《羅馬書》第7章参的意义与价值
- 长进的途径——随从灵而行
- 在基督里面一个身体
- 十字架与魂生命
- 长进的途径——背十字架
- 福音的目的